# Лукашин Петро Тимофійович
Петро Тимофійович Лукашин (1906, село Горбулів Київської губернії, тепер Черняхівського району Житомирської області — 9 грудня 1981, місто Москва, Російська Федерація) — радянський військово-політичний діяч, депутат Верховної Ради УРСР 5—6-го скликань, депутат Верховної Ради РРФСР 4-го скликання. Член ЦК КПУ в 1960—1966 роках.

## Біографія
Народився в родині селянина-наймита. Закінчив школу 2-го ступеня. З 1924 до 1928 року працював слюсарем депо станції Рилєво Московської губернії, кочегаром, помічником машиніста депо залізничної станції Белєв Тульської губернії.
Член ВКП(б) з 1928 року.
З вересня 1928 року — на службі в Червоній армії. З 1928 до 1929 року — рядовий стрілецького полку. Закінчив однорічні курси політпрацівників, перебував на комсомольській та партійно-політичній роботі в армії. У 1929—1933 роках — відповідальний організатор ВЛКСМ стрілецького полку, політичний керівник (політрук) навчальної роти в Білоруському військовому окрузі.
У 1933—1935 роках — політичний керівник артилерійської батареї танкового батальйону, військовий комісар будівельного батальйону Окремої Червонопрапорної Далекосхідної армії.
З 1935 до серпня 1938 року — на навчанні у Військово-політичній академії імені Леніна.
З серпня 1938 року — військовий комісар Барабашського укріпленого району Окремої Червонопрапорної Далекосхідної армії; заступник начальника політичного управління Окремої Червонопрапорної Далекосхідної армії. У 1941 році — начальник політичного управління Окремої Червонопрапорної Далекосхідної армії.
У серпні 1941 — серпні 1945 року — начальник політичного управління Далекосхідного фронту. У серпні — вересні 1945 року — начальник політичного управління 2-го Далекосхідного фронту.
У 1946—1950 роках — начальник політичного управління Військово-повітряних сил Радянської армії.
У 1950—1951 роках навчався на курсах перепідготовки політичних працівників Радянської армії.
У 1951—1953 роках — начальник політичного управління Білоруського військового округу.
У 1953—1956 роках — начальник політичного управління Групи радянських військ у Німецькій Демократичній Республіці.
У травні 1956 — березні 1965 року — член Військової ради і начальник політичного управління Прикарпатського військового округу.
У 1965—1975 роках — 1-й заступник начальника Головного управління кадрів Міністерства оборони СРСР.
З 1975 року — у відставці.

## Звання
- батальйонний комісар
- полковий комісар
- генерал-майор (6.12.1942)
- генерал-лейтенант (8.09.1945)
- генерал-полковник (7.05.1960)

## Нагороди
- три ордени Леніна (8.09.1945;)
- орден Жовтневої Революції
- орден Вітчизняної війни 1-го ст. (22.02.1944)
- два ордени Червоного Прапора
- орден Богдана Хмельницького 2-го ст.
- орден Червоної Зірки
- чотири медалі